# سفر المكابيين الثالث
سفر المكابيين الثالث، (بالألمانية: 3. Buch der Makkabäer)، و(بالإغريقية: ΜΑΚΚΑΒΑΙΩΝ Γ)، و(باللاتينية: Machabaeorum III)، و(بالعبرية: מכב״י) عثر على سفر المكابيين الثالث في معظم الأناجيل الأرثوذكسية كجزء من الكتب القانونية الثانية، لكن البروتستانت والكاثوليك واليهود يعتبرونه ملفقًا. وهو يروي قصة اضطهاد يهود الإسكندرية ومصر في عهد بطليموس الرابع فيلوباتور (222-205 قبل الميلاد). وقد أُعطيت مرتبة قانونية في الدساتير الرسولية (قانون 85). لذلك لا بد أن الكتاب كان يحظى بتقدير كبير في الكنيسة الأولى.

## المؤلف
ويتفق النقاد على أن مؤلف هذا الكتاب كان يهوديًا إسكندريًا كتب باللغة اليونانية. وقد أُدرجت مع المكابيين 1 و2 في الترجمة السبعينية، الترجمة اليونانية للكتاب المقدس العبري التي اكملها يهود الاسكندرية في القرن الاول قبل الميلاد.

## محتويات
يحتوى السفر على ثلاثة قصص عن الصراع بين بطليموس فيلوباتير واليهود، والقصة الثالثة عبارة عن تكملة للثانية.

## مرتبته في الكنسية
يتم التعرف على الكتاب الثالث من المكابيين باعتباره الكتاب المقدس الثاني من قبل الكنائس الأرثوذكسية اليونانية والأرثوذكسية الروسية. تعتبره معظم تقاليد الكنيسة الأخرى ملفقًا.إن سفري المكابيين الثالث والرابع هما كتابات يهودية قديمة مدرجة في قوائم مختلفة لقانون الكنيسة الأرثوذكسية. قانون الكتب القانونية الأرثوذكسية الثانية والكتاب المقدس الأرمني يدرج 3 مكابيين، بينما تم إدراج 4 مكابيين في قانون الكتاب المقدس الأرثوذكسي الجورجي. في القوانين الرسولية المخصصة للقرن الثالث، فهي تعتبر كتابة مقدسة (ق 85)؛ فإن الكتب المقدسة الأرثوذكسية الشرقية والإثيوبية تتضمن 3 مكابيين. تحتوي الترجمة السبعينية، وهي ترجمة يونانية قديمة للكتب المقدسة اليهودية، والتي كانت تستخدم على نطاق واسع في أيام يسوع، على المكابيين الثلاثة أيضًا، وكذلك الإصدارات المختلفة من النسخة القياسية المنقحة. اعتراف به كجزء من الكتاب المقدس من قبل الكنيسة الأرثوذكسية اليونانية.

## كتب المكابيين
هناك خمسة كتب من المكابيين. يعد المكابيين الأول والثاني جزءًا من الكتب القانونية الثانية التي تستخدمها الكنيسة الرومانية الكاثوليكية، والكنيسة الأرثوذكسية، والكنيسة الأنجليكانية. منشئو الترجمة السبعينية، وهي ترجمة يونانية مبكرة للعهد القديم تم إنشاؤها قبل حوالي 200 إلى 300 عام من يسوع، أطلقوا على المكابيين الأول والثاني اسم "كتابات مفيدة" لكنهم لم يكونوا كتابًا مقدسًا موحى به.
في المكابيين الثالث، يتم سرد قصة الاضطهاد اليهودي تحت حكم بطليموس الرابع فيلوباتور (حوالي 222-205 قبل الميلاد). من المحتمل أنه تمت كتابته في الفترة ما بين 100 قبل الميلاد و30 بعد الميلاد، على الرغم من أن تاريخ الكتابة والمؤلف غير مؤكدين. وعلى عكس عنوانه، فهو لا يصف تصرفات المكابيين. يعتبر قانونًا في الكتاب المقدس الأرمني.
كتاب المكابيين الرابع هو كتاب فلسفي أكثر منه تاريخي. وفيه، تتجلى فكرة أن العقل التقي يفوق العاطفة في استشهاد إليعازر وشباب المكابيين تحت حكم أنطيوخس الرابع إبيفانيس. وقد سمى مؤرخ الكنيسة يوسابيوس المؤرخ اليهودي جوزيفوس بأنه المؤلف، لكن النقاد شككوا منذ ذلك الحين في هذا الادعاء. يتفق معظم الناس على أن سفر المكابيين الرابع قد كتب قبل عام 70 م. وهو مدرج كقانون في الكتاب المقدس الأرثوذكسي الجورجي.المكابيون الآخرون، المكابيون الخمسة، يُعرفون أيضًا باسم المكابيين الثاني بالعربية، وقد تمت كتابته بعد ذلك بكثير.معظم الكنائس والطوائف البروتستانتية لا تعتبر أيًا من أسفار المكابيين الخمسة قانونًا قانونيًا أو جزءًا من كلمة الله الموحى بها. لديهم اهتمام تاريخي، لكنهم ليسوا موثوقين فيما يتعلق بالمسائل الروحانية.

## وصلات خارجية
- سفر المكابيين الاول
- سفر المكابيين الثاني
- سفر المكابيين الرابع
- سفر المكابيين الخامس